# François de Gain de Montaignac
François de Gain de Montaignac (ur. 6 stycznia 1744 w Montaignac, zm. w czerwcu 1812 w Londynie) – francuski duchowny rzymskokatolicki, biskup Tarbes.

## Biografia
Pochodził ze starego rodu szlacheckiego z Limousin. Ukończył Seminarium Saint-Sulpice w Paryżu. W 1779 otrzymał tytuł kapelana królewskiego.
11 sierpnia 1782 król Francji Ludwik XVI mianował go biskupem Tarbes, co zatwierdził 23 września 1782 papież Pius VI. 20 października 1782 przyjął sakrę biskupią z rąk nieznanego konsekratora.

### Rewolucja francuska
Po rewolucji francuskiej, w 1790 odmówił złożenia przysięgi na konstytucję cywilną kleru i zabronił jej składania przez podległych mu księży oraz odmówił utworzenia wprowadzonej przez ten akt rady biskupiej. 9 grudnia 1790 wyjechał z Tarbes, aby nie być zmuszony do składania przysięgi. Do miasta powrócił 12 marca 1791, jednak 8 dni później zgromadzenie wyborcze departamentu wybrało ks. Jeana-Guillaume'a Moliniera biskupem konstytucyjnym Tarbes. Bp de Gain de Montaignac przez dwa kolejne miesiące pozostawał w Tarbes i sprawował urząd biskupi. Szacuje się, że ok. 80% księży diecezji Tarbes wymówiło posłuszeństwo bp de Gain de Montaignac i poparło konstytucję.

### Emigracja
20 maja 1791, na dwa dni przed objęciem diecezji przez Moliniera, opuścił miasto i udał się na emigrację do Hiszpanii. W 1794, obawiając się przybycia wojsk francuskich, wyjechał do Italii. Kilkakrotnie zmieniał miejsce zamieszkania, co za każdym razem podyktowane było ruchami wojsk francuskich, których się obawiał. W 1800 udał się do Portugalii. W 1808 francuski najazd na Portugalię zmusił go do ponownej emigracji. Wyjechał wówczas do Londynu, gdzie w 1812 zmarł.
Konkordat z rewolucyjną Francją podpisany 15 lipca 1801 przyjął z rezygnacją, jako zawarty poza królem, którego uważał za swojego prawowitego władcę, jednak na prośbę papieża Piusa VII, 6 października 1801 złożył rezygnację z biskupstwa Tarbes, którego likwidację porozumienie przewidywało.
Odznaczał się głęboką wiarą. Do końca życia pozostał rojalistą i zdecydowanym przeciwnikiem rewolucji.